# VANTAs
Vertikalno poravnani nanocevke (VANTA) so edinstvena mikrostruktura, sestavljena iz ogljikovih nanocevk, katerih vzdolžna os je usmerjena pravokotno na površino podlage. Te VANTA učinkovito ohranjajo in pogosto poudarjajo edinstvene anizotropne lastnosti posameznih ogljikovih nanocevk ter imajo morfologijo, ki jo je mogoče natančno nadzorovati. Zato so VANTA široko uporabne v številnih sedanjih in potencialnih aplikacijah naprav.

## Sinteza
Na voljo je nekaj eksperimentalnih tehnologij za poravnavo posameznega ali niza CNT-jev v vnaprej določeni smeri. Tehnike temeljijo na različnih mehanizmih in se zato uporabljajo v različnih primerih. Te tehnike so razvrščene v dve skupini glede na to, kdaj se doseže poravnava: (a) tehnike in-situ, kjer se poravnava doseže med postopkom rasti CNT, in (b) tehnike ex-situ, kjer se CNT prvotno gojijo v naključnih usmeritvah, poravnava pa se doseže pozneje, na primer med postopkom integracije naprave.

### Termično kemično nanašanje iz hlapov

#### Mehanizem rasti
Termično kemično nanašanje iz hlapov je običajna tehnika za rast poravnanih nizov CNT. Pri postopku CVD se vroč ogljikov plin razgradi, *odstopajoči ogljik difundira v delce katalizatorja ali okoli njih* in nato na eni kristalografski strani katalizatorja ustvari stransko steno grafitne nanotrube. Premer katalizatorja neposredno vpliva na premer nanotrubic, ki rastejo. Obstajata dva glavna modela rasti za rast VANTA s CVD: "model rasti na konici" in "model rasti na osnovi". V primeru modela rasti konice ogljikovodik razpade na zgornji površini kovine, ogljik difundira navzdol skozi kovino, CNT pa se oborijo na dnu kovine, pri čemer se celoten kovinski delec odlepi od podlage in raste tako dolgo, dokler kovina ni popolnoma prekrita z odvečnim ogljikom in se njena katalitična aktivnost ne ustavi. V primeru modela osnovne rasti začetna razgradnja ogljikovodikov in difuzija ogljika potekata podobno kot v primeru konične rasti, vendar se oborina CNT pojavi iz vrha kovinskega delca in tvori polkrožno kupolo, ki se nato razširi navzgor v obliki brezšivnega grafitnega valja. Kasnejša razgradnja ogljikovodikov poteka na spodnji obodni površini kovine, raztopljeni ogljik pa difundira navzgor. Pri večini postopkov termične CVD rastejo nanocevke z metodo koreninske ali osnovne rasti. Morfologijo posameznih CNT in matrike CNT določajo različni parametri rasti CVD, ki jih je mogoče nastaviti tako, da dobimo vertikalno poravnane matrike CNT z različnimi strukturami.

#### Katalizator
Katalizator omogoča pirolizo ogljika in posledično rast VANTA. Katalizatorji so običajno kovine, ki imajo visoko topnost ogljika pri visokih temperaturah in imajo visoko stopnjo difuzije ogljika, kot so železo (Fe), kobalt (Co) in nikelj (Ni). Tudi druge prehodne kovine, kot so baker (Cu), zlato (Au), srebro (Ag), platina (Pt) in paladij (Pd), katalizirajo rast CNT iz različnih ogljikovodikov, vendar imajo nižjo topnost ogljika in posledično nižjo hitrost rasti. Pogosti katalizatorji so tudi trdni organometaloceni, kot so ferocen, kobaltocen in nikelocen. Ugotovljeno je bilo, da sta temperatura in čas termične in redukcijske faze predhodne obdelave katalizatorja ključni spremenljivki za optimalno porazdelitev nanodelcev z različnimi povprečnimi premeri, odvisno od začetne debeline filma. Za rast CNT s CVD se uporabi razpršena tanka plast katalizatorja (npr. 1 nm Fe). Med segrevanjem se film razmoči in ustvari otoke železa, ki nato tvorijo jedra nanotrubic. Ker je železo gibljivo, se lahko otoki združijo, če se pred začetkom rasti nanotrubic predolgo zadržijo pri temperaturi rasti. Žarjenje pri temperaturi rasti zmanjša gostoto mest #/mm2 in poveča premer nanocevk. Ko nanocevke rastejo iz otokov katalizatorja, zaradi učinkov gneče in van der Waalsovih sil med drugimi CNT ne morejo rasti v nobeno drugo smer kot navpično do podlage.
Višina vertikalno poravnanih CNT se spreminja tudi z razdaljo med delci katalizatorja. Poročila navajajo, da pri vertikalno poravnanih nizih snopov CNT ti rastejo dlje, če v njihovi bližini rastejo drugi CNT, kar se kaže v daljših CNT, ki rastejo na večjih delcih katalizatorja ali če so delci katalizatorja razporejeni blizu drug drugega. Choi in drugi so poročali o dobri morfologiji in gosti porazdelitvi VANTA, ki so zrasli iz nanoprahov Ni in magnetnih tekočin, pomešanih v polivinilalkoholu, prevlečenem na Si in aluminijevem oksidu. Xiong in sod. so dokazali, da je monokristalni magnezijev oksid (MgO) sposoben substrat za rast VANTAs, dolgih do 2,2 mm, če so katalizirani s katalizatorjem Fe. Pokazalo se je tudi, da uporaba monoslojne plasti Mo s katalizatorjem Co zavira razširitev porazdelitve premera SWNT v že zrasli VANTA, medtem ko sta tako sestava kot količina Co in Mo vplivali na katalitično aktivnost.

#### Podpora
Material podlage, njegova površinska morfologija in teksturne lastnosti močno vplivajo na pridobljeni izkoristek VANTA. Nekateri primeri pogosto uporabljenih podlag pri CVD so kremen, silicij, silicijev karbid, silicijev dioksid, aluminijev oksid, zeolit, CaCO3 in magnezijev oksid. Večina podlag je pred nanosom katalizatorja prevlečena s spodnjim slojem, sestavljenim iz 10-20 nm aluminijevega oksida. To uravnava razvlaževanje katalizatorja v otoke predvidljive velikosti in je difuzijska ovira med podlago in kovinskim katalizatorjem. Li in drugi so izdelali VANTA, sestavljen iz ogljikovih nanocevk v obliki črke Y, s pirolizo metana nad katalizatorjem iz magnezijevega oksida, prevlečenim s kobaltom, na razvejanih nanokanalnih aluminijastih šablonah. Qu in sod. so za rast VANTA uporabili ogljikova vlakna na osnovi smole, pri čemer so uporabili vir ogljika FePc. Nastali niz se širi radialno po površini ogljikovega vlakna.
Zhong in sod. so prikazali neposredno rast VANTA na kovinskih prevlekah iz titana (Ti) s katalizatorjem Fe/Ti/Fe, razpršenim na ploščice SiO2/Si. Alvarez in sod. poročajo o možnosti spin-coat raztopine alumoxana kot katalizatorske podpore za rast VANTA prek CVD. Ko je bil običajni Fe katalizator uparjen na spin-coated podporo, je bil dobljeni izkoristek rasti VANTA podoben običajnim Al2O3 praškastim podporam.

#### Vir ogljika
Vir ogljika za CVD VANTA je najpogosteje ogljikov plin, kot so metan, etilen, acetilen, benzen, ksilen ali ogljikov monoksid. Drugi primeri ogljikovih predhodnikov so cikloheksan, fuleren, metanol in etanol. Piroliza teh plinov v ogljikove atome se razlikuje glede na hitrost razgradnje pri temperaturah rasti, vsebnost ogljika v molekulah plina in rastni katalizator. Linearni ogljikovodiki, kot so metan, etilen, acetilen, se termično razgradijo v atomske ogljikove spojine ali linearne dimere/trimere ogljika in običajno tvorijo ravne in votle CNT. Po drugi strani pa ciklični ogljikovodiki, kot so benzen, ksilen, cikloheksan, fuleren, proizvajajo relativno ukrivljene/poglobljene CNT s stenami cevi, ki so v notranjosti pogosto premostjene. Poravnani nizi MWNT so bili sintetizirani s katalitično razgradnjo mešanice predhodnikov ferocena in ksilena na kremenovih podlagah pri atmosferskem tlaku in relativno nizki temperaturi (~675 °C).
Eres in drugi so ugotovili, da dodajanje ferrocena v tok plina s termičnim uparjanjem hkrati z acetilenom poveča hitrost rasti ogljikovih nanocevk in poveča debelino VANTA na 3,25 mm. Ferocen je bil vnesen v tok plina s termičnim uparjanjem hkrati s tokom acetilena. Qu in sod. so poročali o nizkotlačnem postopku CVD na ploščici SiO2/Si, pri katerem nastane VANTA, sestavljena iz CNT s kodrastimi prepletenimi konci. Med pirolitično rastjo VANTA so prvotno oblikovani segmenti nanotrubic iz osnovnega postopka rasti rasli v naključnih smereh in tvorili naključno prepleteno vrhnjo plast nanotrubic, na kateri so se nato pojavili osnovni ravni nanotrubični nizi. Zhong in drugi so preučevali izključno termični postopek CVD za gozdove SWNT brez jedkega plina in dokazali, da je akteilen glavni prekurzor rasti, pretvorba katere koli surovine v C2H2 pa je ključnega pomena za rast SWNT VANTA. Reaktivno jedkalo, kot so voda, atomski vodik ali hidroksilni radikali, lahko razširi okno za nanašanje gozda SWNT, vendar v hladnih stenskih reaktorjih pri nizkih tlakih ni potrebno.
Dasgupta in sod. so sintetizirali prostostoječi makrocevni VANTA z razpršilno pirolizo raztopine ferocena-benzena v dušikovi atmosferi, pri čemer je bilo ugotovljeno, da so optimalni pogoji za nastanek makrocevne geometrije 950 °C, 50 mg/ml ferocena v benzenu, 1,5 ml/min hitrosti črpanja tekočega predhodnika in 5 l/min hitrosti pretoka dušikovega plina.

#### Temperatura
Pri prenizki temperaturi atomi katalizatorja niso dovolj mobilni, da bi se združili v delce za nastanek in rast nanotrubic, katalitična razgradnja predhodnika ogljika pa je lahko prepočasna za nastanek nanotrubic. Če je temperatura previsoka, postane katalizator preveč mobilen, da bi lahko tvoril dovolj majhne delce za nastanek in rast CNT. Tipično območje temperatur rasti, ki so primerne za CVD rast VANTA, je 600-1200 °C. Temperatura rasti vpliva na posamezno strukturo CNT; pri nizkotemperaturni CVD (600-900 °C) nastanejo MWCNT, pri visokotemperaturni reakciji (900-1200 °C) pa so v prednosti SWCNT, saj imajo večjo energijo nastajanja. Za vsak sistem CVD obstaja kritična temperatura, pri kateri se hitrost rasti ustavi na najvišji vrednosti.
Temperaturna odvisnost rasti ogljikovih nanocevk s ferocenom kaže strm padec pri visokih temperaturah podlage in izgubo vertikalne poravnave pri 900 °C. Zhang in drugi so izvedli rast VANTA na seriji katalizatorjev Fe/Mo/vermikulit in poročali, da se z višanjem temperature rasti poravnava CNT, interkaliranih med vermikuliti, slabša.

#### Rast s pomočjo pretoka
Ključ do visokih izkoristkov rasti je ustrezen vnos oksidativnih dejavnikov v plinskem okolju, tako da površine delcev katalizatorja ostanejo aktivne čim dlje časa, kar se domnevno doseže z uravnoteženjem konkurence med rastjo amorfnega ogljika in nastajanjem sp2 grafitnih kristalov na delcih katalizatorja. Oksidanti lahko ne le odstranijo ali preprečijo rast amorfnega ogljika, temveč lahko tudi jedkajo grafitne plasti, če se uporabljajo v večjih koncentracijah od ugodnih. Hata in drugi so poročali o milimetrskih vertikalno poravnanih 2,5 mm dolgih SWCNT z uporabo postopka etilen CVD z vodno asistenco z večslojnimi plastmi Fe/Al ali aluminijevega oksida na Si ploščicah. Predlagali so, da nadzorovano dovajanje pare v reaktor CVD deluje kot šibek oksidator in selektivno odstranjuje amorfni ogljik, ne da bi poškodoval rastoče CNT.

#### Rast s pomočjo polja
Ker so vse CNT električno prevodne, so nagnjene k temu, da se poravnajo s črtami električnega polja. Na podlagi tega načela so bile razvite različne metode za uporabo dovolj močnega električnega polja med procesom rasti CNT, da se doseže enakomerna poravnava CNT. Orientacija poravnanih CNT je poleg toplotne naključnosti in van der Waalsovih sil odvisna predvsem od dolžine CNT in električnega polja. Ta tehnika je bila uporabljena za rast VANTAs s pozitivnim nagibanjem substrata med rastjo CVD.
Drug modificiran pristop za rast VANTAs je nadzor orientacije feromagnetnih katalizatorjev, ki imajo eno kristalografsko magnetno enostavno os. Magnetna lahka os je vzporedna z magnetnim poljem. Zato lahko uporabljena magnetna sila usmeri te magnetne katalizatorske nanodelce, kot so katalizatorski nanodelci železa in nanodelci Fe3O4. Ker je katalizatorsko aktivna le določena nanokristalna stran katalizatorskih nanodelcev in ker je hitrost difuzije ogljikovih atomov na tej strani največja, CNT prednostno rastejo z določene strani katalizatorskih nanodelcev, rastoče CNT pa so usmerjene pod določenim kotom.

#### Individualno naslovljive nanostrukture
Ogljikove nanocevke je mogoče vzgojiti na modificirani podlagi, ki omogoča ločene električne stike z vsako nanostrukturo. To rast nanotrubic dosežemo tako, da litografsko namestimo kovinske sledi, ločene z izolacijskim materialom, in te sledi povežemo s posameznimi katalizatorskimi mesti na površini podlage. Nanotrube se nato vzgojijo kot običajno s CVD in vrsta reakcij na katalizatorju tvori en sam spoj med nanotrubo in kovinskim kontaktom. Nanostrukture je nato mogoče posamično funkcionalizirati, njihove električne odzive pa meriti posamično, brez navzkrižnih motenj in drugih ovir, ki nastanejo zaradi heterogenosti matrike. Ta tehnika, ki omogoča natančno postavitev in konfiguracijo posameznih nanotrubic, odpira in izboljšuje široko paleto aplikacij za VANTA: diagnostično testiranje številnih analitov hkrati, superkondenzatorji z visoko energijsko gostoto, tranzistorji s poljskim učinkom itd.

### CVD, izboljšan s plazmo

#### Mehanizem rasti
Pri postopkih CVD, izboljšanih s plazmo (PECVD), enosmerna električna polja, radiofrekvenčna električna polja ali mikrovalovi ustvarjajo plazmo, ki primarno znižuje temperaturo sinteze CNT. Hkrati se nad površino substrata ustvarja tudi električno polje (enosmerno ali izmenično), ki usmerja širjenje rasti CNT. Postopek DC-PECVD za vertikalno poravnane polja CNT vključuje štiri osnovne korake: evakuacijo, segrevanje, ustvarjanje plazme in hlajenje. Tipičen postopek se izvaja pri tlaku 8 Torrov v NH3 in temperaturi rasti v območju 450-600 ◦. Takoj ko se temperatura in tlak ustalita, se na vrzel med elektrodama priključi enosmerna napetost 450-650 V, da se nad vzorcem sproži električna razelektritev (plazma). Čas rasti lahko traja od nekaj minut do nekaj ur, odvisno od hitrosti rasti in želene dolžine CNT. Ko se čas rasti izteče, se napetost takoj odstrani, da se plazma prekine.
Zhong in sod. so poročali o novem aparatu za točkovno mikrovalovno plazemsko CVD, ki se uporablja za SWNT na Si substratih, prevlečenih s sendviču podobno nanoslojno strukturo 0,7 nm Al2O3/0,5 nm Fe/ 5-70 nm Al2O3 z običajnim visokofrekvenčnim razprševanjem. Prvič je bila dokazana rast izjemno gostih in vertikalno poravnanih SWNT s skoraj konstantno hitrostjo rasti 270 mm/h v 40 minutah pri temperaturi 600 °C, prostorninska gostota tako zraslih filmov SWNT pa je kar 66 kg/m3.

#### Katalizator
Za vertikalno poravnano rast SWCNT z metodo PECVD je bistvena tudi tvorba goste in razmeroma enakomerne plasti katalizatorskih nanodelcev. Amaratunga in drugi so poročali o rasti vertikalno poravnanih CNTs s tehniko PECVD z enosmernim tokom s sistemom katalizatorjev Ni in Co. Njihovi rezultati kažejo, da je poravnava vertikalno poravnanih CNT odvisna od električnega polja in da se lahko hitrost rasti spreminja v odvisnosti od premera CNT, ki doseže maksimum v odvisnosti od temperature rasti. VANTA, sestavljene iz SWNT, so zrasle v dolžini 0,5 cm. Zhong in sod. so poročali o novem aparatu za točkovno mikrovalovno plazemsko CVD, ki je bil uporabljen za SWNT na Si substratih, prevlečenih s sendviču podobno strukturo nanosloja 0,7 nm Al2O3/0,5 nm Fe/ 5-70 nm Al2O3 z običajnim visokofrekvenčnim razprševanjem. Prvič je bila dokazana rast izjemno gostih in vertikalno poravnanih SWNT s skoraj konstantno hitrostjo rasti 270 mm/h v 40 minutah pri temperaturi 600 °C, prostorninska gostota tako zraslih filmov SWNT pa je kar 66 kg/m3.

#### Podpora
Pri postopkih PECVD mora biti substrat kemično stabilen v plazmi, ki je bogata z vrstami H. Nekateri šibko vezani oksidi, kot je indijev oksid, se lahko v tej plazmi hitro reducirajo, zato se običajno ne uporabljajo kot podlaga ali podloga. Substrat mora biti tudi električno prevoden, da lahko vzdržuje neprekinjen tok enosmernega toka skozi svojo površino, iz katere rastejo CNT. Večina kovin in polprevodnikov so zelo dobri materiali za podlage, izolacijske podlage pa je mogoče najprej premazati s prevodno plastjo, da lahko pravilno podpirajo rast PECVD VANTA.

#### Vir ogljika
Za sprožitev rasti CNT med PECVD VANTA se običajno vnese C2H2. Razmerje med pretokom NH3 in C2H2 je običajno približno 4 : 1, da se zmanjša nastajanje amorfnega ogljika. Behr et al. so preučevali vpliv vodika na katalizatorske nanodelce med PECVD VANTA in dokazali, da se pri razmerju H2 in CH4 približno 1 železovi katalizatorski nanodelci pretvorijo v Fe3C in iz podolgovatih kristalov Fe3C zrastejo dobro grafitirane nanotrubice. Razmerje H2-CH4, večje od 5 v dovodnem plinu, povzroči visoke koncentracije vodika v plazmi in močno redukcijske pogoje, kar prepreči pretvorbo Fe v Fe3C in povzroči rast slabo grafitiziranih nanovlaken z debelimi stenami.

#### Temperatura
Ena glavnih prednosti uporabe tehnik rasti PECVD je nizka temperatura rasti. Ionizacija nevtralnih molekul ogljikovodikov v plazmi olajša razbijanje vezi C-H in zniža aktivacijsko energijo rasti CNT na približno 0,3 eV v primerjavi z 1,2 eV, ki je potrebna pri termičnih postopkih CVD.

#### Elektroforetično nanašanje
Raztopine CNT lahko tvorijo VANTA s poravnavo vzdolž linij enosmernega ali izmeničnega električnega polja. Zaradi dielektričnega neskladja med CNT in tekočino se CNT v suspenziji polarizirajo zaradi električnega polja. Polarizacijski moment vrti CNT proti smeri električnih poljskih črt in jih tako poravna v skupno smer. Ko so CNT-ji poravnani, se skupaj s substrati odstranijo in posušijo, da nastanejo funkcionalni VANTA-ji.

#### Mehanska obremenitev
Naključno orientirane CNT na podlagi lahko raztegnemo, da se film poravna in razplete, tako da pretrgamo podlago in potegnemo konce narazen. Poravnane CNT so vzporedne druga z drugo in pravokotne na razpoko. Metoda raztezanja lahko makroskopsko poravna CNT, ne zagotavlja pa determinističnega nadzora nad poravnavo ali položajem posameznih CNT med sestavljanjem.

## Trenutna uporaba

### Naprave za oddajanje v polju
CNT imajo visoka aspektna razmerja (dolžina deljena s premerom) in povzročajo zelo visoke intenzivnosti lokalnega električnega polja okoli konic. Emisija polja v trdnih snoveh poteka v intenzivnih električnih poljih in je močno odvisna od delovne funkcije sevalnega materiala. Pri vzporedni postavitvi plošč je makroskopsko polje Emacro med ploščami podano z Emacro = V/d, kjer je d razdalja med ploščami, V pa uporabljena napetost. Če se na plošči ustvari oster predmet, je lokalno polje Elocal na njegovem vrhu večje od Emacro in ga lahko povežemo z Elocal=γ×Emacro Parameter γ se imenuje faktor povečanja polja in je v osnovi odvisen od oblike predmeta. Tipični faktorji povečanja polja, ki se gibljejo med 30 000 in 50 000, se lahko dobijo iz posameznih CNT, zato so VANTA eden najboljših materialov, ki oddajajo elektrone.

### Absorber črnega telesa
Glavni članek: Vantablack
VANTA ponujajo edinstveno površino, ki absorbira svetlobo, zaradi izredno nizkega indeksa loma in nanometrske hrapavosti površine poravnanih CNT. Yang in drugi so dokazali, da imajo VANTA z nizko gostoto izjemno nizko difuzijsko odbojnost 1 × 10-7 z ustrezno integrirano skupno odbojnostjo 0,045 %. Čeprav je treba črne premaze VANTA neposredno prenesti ali gojiti na podlage, za razliko od črnih premazov, sestavljenih iz naključnih mrež CNT, ki jih je mogoče predelati v barve CNT, veljajo za najbolj črn umetni material na svetu.
Črne prevleke VANTA so zato uporabne kot absorberji razpršene svetlobe za izboljšanje ločljivosti občutljivih spektroskopov, teleskopov, mikroskopov in naprav za optično zaznavanje. Iz premazov VANTA je bilo izdelanih več komercialnih optičnih črnih premazov, kot sta Vantablack in optični črni premazi iz nanotrubic adVANTA. Absorberji VANTA lahko tudi povečajo absorpcijo toplote v materialih, ki se uporabljajo v tehnologiji koncentrirane sončne energije, in v vojaških aplikacijah, kot je toplotna kamuflaža. Vizualni prikazi absorberjev VANTA so vzbudili zanimanje tudi pri umetnikih, ki želijo izkoristiti učinek ugašanja senc z grobih površin. Nedavno je umetnik Asif Khan uporabil Vantablack za oblikovanje paviljona Hyundai v Pyeongchangu za zimske olimpijske igre 2018.

### Vrvi iz ogljikovih vlaken
VANTA se lahko predelajo v hlapnih raztopinah ali se zvijejo in kondenzirajo v predene preje ali vrvi CNT. Jiang in drugi so predstavili metodo predenja in zvijanja, s katero se iz VANTA oblikuje preja CNT, ki ima okrogel presek in natezno trdnost približno 1 GPa. Natezne trdnosti preje CNT, spredene iz ultra dolgih nizov CNT višine 1 mm, se lahko gibljejo med 1,35 in 3,3 GPa.

### Enosmerni listi
Lui in drugi opisujejo načine za nadzor fizikalnih lastnosti listov, spredenih iz nizov CNT, vključno z debelino filma katalizatorja, za nadzor porazdelitve premera cevi in časa rasti za nadzor dolžine cevi. Te lastnosti se lahko uporabijo za nadzor električnih in optičnih lastnosti lista, spredenega iz matrike. Plošče so lahko uporabne v znanstvenih aplikacijah, kot je polarizacija svetlobe skozi ploščo (stopnjo polarizacije lahko nadzorujemo tudi s temperaturo plošče).

### Lepljive folije
V študijah biomimikrije, ki so bile usmerjene v posnemanje oprijema stopal gekona na gladkih površinah, so poročali o uspešni uporabi VANTE kot suhega lepilnega filma. Qu et al. je uspel dokazati filme VANTA, ki so izkazovali makroskopsko lepilno silo ~100 newtonov na kvadratni centimeter, kar je skoraj 10-krat več od sile gekonove noge. To so dosegli z nastavitvijo pogojev rasti VANTA tako, da so se na koncu CNT-jev oblikovali zavoji, ki zagotavljajo močnejše medfazne interakcije tudi na gladki površini. Qu in drugi so tudi dokazali, da so lastnosti lepila manj občutljive na temperaturo kot pri superlepilu in lepilnem traku.
Gong in sod. so poročali, da lahko VANTAs, dopiran z dušikom, deluje kot elektroda brez kovin z veliko boljšo elektrokatalitsko aktivnostjo, dolgoročno stabilnostjo delovanja in toleranco na učinek križanja kot platina za redukcijo kisika v alkalnih gorivnih celicah. V z zrakom nasičenem 0,1 molskem kalijevem hidroksidu je bil ugotovljen ustaljen izhodni potencial -80 milivoltov in tokovna gostota 4,1 miliampera na kvadratni centimeter pri -0,22 volta v primerjavi z -85 milivoltov in 1,1 miliampera na kvadratni centimeter pri -0,20 volta za elektrode iz platine in ogljika. Zdi se, da vključitev dušikovih atomov, ki sprejemajo elektrone, v konjugirano ogljikovo ravnino nanotrube povzroči relativno visoko gostoto pozitivnega naboja na sosednjih ogljikovih atomih. Ta učinek, skupaj s poravnavo z dušikom dopiranih CNT, zagotavlja štirielektronsko pot za reakcije redukcije kisika na VANTA z odličnim delovanjem.

### Superkondenzatorji
Superkondenzatorji in elektromehanski aktuatorji VANTA so tako kot običajni kondenzatorji običajno sestavljeni iz dveh elektrod, ločenih z elektronsko izolirnim materialom, ki je v elektrokemičnih napravah ionsko prevoden. Kapacitivnost običajnega ploščatega kondenzatorja je obratno odvisna od razdalje med elektrodama. Nasprotno pa je kapacitivnost elektrokemične naprave odvisna od razdalje med nabojem na elektrodi in nasprotnim nabojem v elektrolitu. Ker je ta ločitev pri CNT v elektrodah VANTA približno en nanometer v primerjavi z mikrometrskimi ali večjimi ločitvami v običajnih kondenzatorjih z dielektrikom, so zelo velike kapacitivnosti posledica velike površine CNT, ki je dostopna elektrolitu. Te kapacitivnosti (običajno od 15 do 200 F/g, odvisno od površine polja nanotrubic) povzročijo veliko količino naboja, ko je priključenih le nekaj voltov.
Futaba in drugi so poročali o tehniki za oblikovanje superkondenzatorjev iz VANTA, sploščenega z usedanjem pokončnih CNT z vlaženjem s tekočino. Kapacitivnost trdnega EDLC iz SWNT je bila ocenjena na 20 F g-1 na podlagi izpustnih krivulj celic, napolnjenih pri 2,5 V, za dvoelektrodno celico in ustreza 80 F g-1 za trielektrodno celico. Energijska gostota (W = CV2/2) je bila ocenjena na 69,4 W h kg-1 (iz 80 F g-1), ko je bila normalizirana na maso ene elektrode.
Pitkänen in drugi so prikazali shranjevanje energije na čipu z uporabo arhitekture visoko poravnanih navpičnih ogljikovih nanocevk, ki delujejo kot superkondenzatorji in lahko zagotovijo velike kapacitete naprave. Učinkovitost teh struktur se dodatno poveča z vključitvijo elektrokemično aktivnih nanodelcev, kot je MnOx, ki tvorijo psevdokapacitivne arhitekture in tako povečajo specifično kapacitivnost na 37 mF/cm2.

### Baterije
Za razliko od ultrakondenzatorjev, kjer topilo elektrolita ni vključeno v mehanizem shranjevanja naboja, pri baterijah topilo elektrolita prispeva k medfazi trdne snovi in elektrolita. Li-ionske baterije so običajno sestavljene iz anode iz aktivnega ogljika, katode iz litij-kobaltovega oksida in organskega elektrolita. Da bi dosegli boljše delovanje elektrod kot pri omrežjih naključnih CNT in kompozitih CNT, se uporabljajo VANTA, ki zagotavljajo boljši prenos elektronov in večjo površino.
Nanostrukturirani materiali pridobivajo vse več pozornosti zaradi možnosti, da bi ublažili trenutne omejitve elektrod. Kot aktivni elektrodni material v litij-ionskih baterijah pa je mogoče uporabiti navpično poravnane večstenske ogljikove nanocevke (VA-MWNT). Pri nizkih specifičnih tokovih so te VA-MWNT pokazale visoke reverzibilne specifične kapacitete (do 782 mAh g-1 pri 57 mA g-1). Ta vrednost je dvakrat večja od teoretičnega maksimuma za grafit in desetkrat večja od njihovega neuravnoteženega ekvivalenta. Zanimivo je, da elektrode VA-MWNT pri zelo visokih hitrostih praznjenja zaradi svoje poravnane narave ohranijo zmerno specifično zmogljivost (166 mAh g-1 pri 26 A g-1). Ti rezultati kažejo, da so VA-MWNT dobri kandidati za elektrode litij-ionskih baterij, ki zahtevajo visoko hitrostno sposobnost in zmogljivost.

## Prihodnji potencial

### Vesoljsko dvigalo
Zaradi visoke natezne trdnosti in velikega razmerja stranic ogljikovih nanocevk so VANTA potencialni material za vrvi za koncept vesoljskega dvigala.

### Zamenjava silicija v tranzistorjih naslednje generacije
Ogljikove nanocevke imajo veliko večjo mobilnost nosilcev kot silicij, zato so lahko veliko hitrejše in energetsko učinkovitejše, če se uporabljajo v elektroniki kot nadomestek silicija.

### Senzor plina
VANTA omogočajo razvoj novih senzorjev in/ali senzorskih čipov brez potrebe po neposredni manipulaciji s posameznimi nanocevkami. Poravnana struktura nanotrubic poleg tega zagotavlja veliko dobro definirano površino in možnost spreminjanja površine ogljikovih nanotrubic z različnimi prevodnimi materiali za učinkovito povečanje občutljivosti in razširitev obsega analitov, ki jih je mogoče zaznati. Wei in drugi so poročali o plinskem senzorju, izdelanem tako, da so VANTA delno prekrili s polimerno prevleko od zgoraj navzdol po dolžini njihove cevi, tako da so na film nanotrubic nanesli kapljico raztopine polimera (npr. poli(vinil acetata), PVAc, poliizoprena, PI), kompozitni film obrnili kot prostostoječ film in nato čez polja nanotrubic, ki so izstopala iz polimerne matrice, naparili dve tračni elektrodi iz zlata. Prilagodljiva naprava VANTA je uspešno zaznavala kemične hlape s spremljanjem sprememb prevodnosti, ki so posledica interakcije prenosa naboja z molekulami plina in/ali sprememb razdalje med cevkami, ki jih povzroči nabrekanje polimera zaradi absorpcije plina. Doslej so CNT pokazale občutljivost za pline, kot so NH3, NO2, H2, C2H4, CO, SO2, H2S in O2.

### Biološki senzor
VANTA delujejo kot gozdovi molekularnih žic, ki omogočajo električno komunikacijo med osnovno elektrodo in biološko entiteto. Glavni prednosti VANTA sta nanometrska velikost senzorskega elementa CNT in ustrezno majhna količina materiala, ki je potrebna za zaznavni odziv. Dobro poravnani nizi CNT so bili uporabljeni za delovanje kot senzorji ribonukleinske kisline (RNK), encimov, DNK in celo beljakovin. Podobni VANTA iz MWNT, ki so zrasli na platinskih podlagah, so uporabni za amperometrične elektrode, kjer se oksigenirani ali funkcionalizirani odprti konci nanocevk uporabljajo za imobilizacijo bioloških vrst, platinska podlaga pa zagotavlja prenos signala. Za povečanje selektivnosti in občutljivosti amperometričnih biosenzorjev se pri izdelavi biosenzorjev pogosto uporabljajo umetni mediatorji in permselektivni premazi. Umetni mediatorji se uporabljajo za prenos elektronov med encimom in elektrodo, kar omogoča delovanje pri nizkih potencialih. Gooding in sod. so dokazali, da se lahko skrajšane SWNT s samosestavljanjem poravnajo normalno na elektrodo in delujejo kot molekularne žice, ki omogočajo električno komunikacijo med spodnjo elektrodo in redoks proteini, kovalentno pritrjenimi na konce SWNT. Visoka hitrost prenosa elektronov prek nanocevk do redoks proteinov je jasno razvidna iz podobnosti hitrostne konstante za prenos elektronov na MP-11 ne glede na to, ali so SWNT prisotne ali ne.

### Materiali za toplotne vmesnike
Vmesniki VANTA so pri enakih temperaturah bolj toplotno prevodni od običajnih materialov za toplotne vmesnike, ker se fononi zlahka širijo vzdolž zelo toplotno prevodnih CNT in se tako toplota prenaša v eni smeri vzdolž postavitve CNT. Razporeditev in poravnava toplotno prevodnih polnil CNT sta pomembna dejavnika, ki vplivata na prenos fononov. Huang in drugi so dokazali, da toplotno prevoden kompozit izkazuje povečanje toplotne prevodnosti za 0,65 W/m/K z 0,3-masnim deležem polnila VANTA, medtem ko je povečanje toplotne prevodnosti kompozita z 0,3-masnim deležem naključno razpršenih CNT pod 0,05 W/m/K. Tong in drugi so poročali, da se lahko nizi CNT učinkovito uporabljajo kot materiali za toplotne vmesnike (TIM) zaradi njihove visoke prevodnosti, ki po njihovih podatkih znaša ~10^5 W/m^2/K. Materiali za toplotne vmesnike so materiali, ki lahko z visoko toplotno prevodnostjo izboljšajo toplotno prevodnost na površinah; koristno je imeti materiale, ki jih je mogoče oblikovati tako, da ustrezajo vsaki geometriji. Poleg tega geometrija sistemov VANTA omogoča anizotropni prenos toplote. Ivanov in drugi so ugotovili, da je z VANTA mogoče doseči anizotropni prenos toplote: dosegli so toplotno difuzivnost do 2,10,2 cm^2/s, razmerje anizotropije do 72 in ugotovili toplotno prevodnost, večjo od tiste pri materialih, ki se danes uporabljajo v mikroelektroniki. Lastnosti toplotnega prehoda so močno odvisne od strukture matrike, zato morajo biti metode, uporabljene za izdelavo izdelka, za široko uporabo enotne in ponovljive. Napake v strukturi lahko prav tako drastično poslabšajo lastnosti materiala za prenos toplote.

### Sončne celice
Vertikalno poravnani periodični nizi ogljikovih nanocevk (CNT) se uporabljajo za izdelavo topografsko izboljšanih fotovoltaičnih celic, ki lovijo svetlobo. CNT tvorijo zadnji stik naprave in služijo kot ogrodje za podporo fotoaktivnemu heteroprehodu. Za nanos CdTe in CdS kot materialov tipa p/n se uporablja epitaksija z molekularnim snopom, za nanos konformne plasti indij-kositrovega oksida kot prozornega zgornjega stika pa se uporablja ionsko podprto nanašanje. Proizvedeni fototok "na cm2 površine" za napravo na osnovi CNT je 63-krat večji od komercialno dostopne ravninske naprave na osnovi monokristalnega silicija.

### Tranzistorji
VANTA iz SWNT s popolnoma linearno geometrijo so uporabni kot visoko zmogljivi p- in n-kanalni tranzistorji ter unipolarna in komplementarna logična vrata. Odlične lastnosti naprav izhajajo neposredno iz popolne odsotnosti napak v nizih, ki jih opredeljujejo cevi ali segmenti cevi, ki so napačno poravnani ali imajo nelinearne oblike, in sicer v okviru eksperimentalnih negotovosti. Veliko število SWNT omogoča odlične značilnosti delovanja na ravni naprave in dobro enakomernost med napravami, tudi z elektronsko heterogenimi SWNT. Meritve na p- in n-kanalnih tranzistorjih, ki vključujejo kar 2 100 SWNT, so pokazale gibljivost na ravni naprave in transkonduktivnost, ki se približujeta približno 1 000 cm2 V-1 s-1 oziroma 3 000 S m-1, pri napravah, ki uporabljajo prepletene elektrode, pa tudi tokovne izhode do približno 1 A.

### Material z nizko dielektričnostjo
Materiali z nizkim κ in nizko relativno dielektrično konstanto se uporabljajo kot izolacijski sloji v integriranih vezjih, da se zmanjša kapacitivnost povezave. Relativno dielektrično konstanto električnih izolacijskih plasti lahko še dodatno zmanjšamo z uvedbo votlin v materiale z nizko dielektričnostjo. Če uporabimo podolgovate in usmerjene pore, lahko znatno zmanjšamo efektivno vrednost κ, ne da bi povečali delež prostornine votline v dielektriku. CNT-ji v VANTA-jih imajo visoko razmerje stranic in se lahko uporabijo za uvedbo podolgovatih in usmerjenih por v dielektrik z nizkim κ, da se še dodatno zmanjša efektivna vrednost κ dielektrika.

### Podpora katalizatorja
Paladij, podprt z vertikalno poravnanimi večstenskimi ogljikovimi nanocevkami (Pd/VA-CNT), se uporablja kot katalizator za reakcije spajanja C-C p-jodonitrobenzena s stirenom in etil akrilatom pri mikrovalovnem obsevanju. Katalizator Pd/VA-CNT izkazuje večjo aktivnost v primerjavi s katalizatorjem Pd na nosilcu iz aktivnega oglja pri enakih reakcijskih pogojih. Zaradi mikrovalovnega obsevanja se kinetika reakcije močno pospeši v primerjavi s kinetiko, pridobljeno s tradicionalnim načinom segrevanja. Makroskopska oblika poravnanega nosilca CNTs omogoča enostavno obnovo katalizatorja, s čimer se izognemo dragim postopkom ločevanja po reakciji. Poleg tega interakcija med aktivno fazo in nosilcem vodi do zanemarljivega izpiranja paladija med preskusi recikliranja. Opazovani rezultati kažejo, da je Pd/CNTs heterogeni katalitični sistem, ki ga je mogoče reciklirati in je stabilen.

### Gorivne celice
Gorivne celice so sestavljene iz treh med seboj povezanih segmentov: anode, elektrolita in katode v reakcijski celici, v kateri se električna energija proizvaja v gorivnih celicah z reakcijami med zunanjim gorivom in oksidantom ob prisotnosti elektrolita. Na anodi je katalizator, ki oksidira gorivo in ga spremeni v pozitivno nabite ione in negativno nabite elektrone. To gorivo so običajno vodik, ogljikovodiki in alkoholi. Elektrolit blokira prenos elektronov, medtem ko prevaja ione. Ioni, ki potujejo skozi elektrolit, se na katodi ponovno združijo z elektroni, ki prehajajo skozi breme med reakcijo z oksidantom, pri čemer nastane voda ali ogljikov dioksid. Idealni anodni nosilci za nanos katalitičnih nanodelcev so porozni prevodni materiali, ki povečajo elektrokatalitsko aktivnost. VANTA so zato idealni materiali zaradi svoje visoke prevodnosti, velike površine in stabilnosti v večini elektrolitov gorivnih celic. Tipičen katalizator, ki se nanese na anode VANTA, je platina, ki se lahko elektrodepozitira na posamezne CNT VANTA. Elektrokatalitska aktivnost na anodi je optimalna, če so delci Pt enakomerno razpršeni znotraj VANTA.

### Izzivi, ki ovirajo komercializacijo
Obstajajo tri glavne težave, ki preprečujejo komercializacijo tehnologije, ki temelji na ogljikovih nanocevkah, v širšem obsegu: ločevanje kovinskih in polprevodniških nanotrubic, visoka upornost spoja zaradi zelo majhne kontaktne površine in postavitev nanotrubic točno tja (nanometrska ločljivost), kjer morajo biti v vezju. Veliko dela je bilo vloženega v zmanjšanje kontaktne upornosti v napravah z ogljikovimi nanocevkami. Raziskovalci na univerzi Berkeley so ugotovili, da dodajanje vmesne plasti grafita med sintezo zmanjša upornost stika. Raziskovalci IBM Watson so na osnovno kontaktno točko nanotrube pritrdili tudi kemične podlage, kar je imelo podoben učinek.